# 澳大利亞交通標誌
澳大利亚交通标志由各州政府监管，但在全国范围内总体上是标准化的。1999 年，国家交通委员会（National Transport Commission，简称NTC）制定了澳大利亚第一套道路规则。按照标准，官方道路标志必须使用 AS1744 系列字体，该字体基于美国的联邦高速公路字体。澳大利亚在道路标志设计实践方面紧随美国（例如，使用黄色菱形作为警告标志和绿色方向标志），但澳大利亚的某些类型的道路标志，例如用于限速、道路施工的道路标志，“减速”标志和 V 形箭头式方向标志受到英国使用的影响。

## 历史
澳大利亚最早的标准化道路标志使用黄色圆形标志作为监管标志，这一特征现在保留在“人行横道”和“安全区”标志中。
1964年，澳大利亚采用了美国道路交通管理标志统一守则（MUTCD）道路标志设计的变体，它是1948年美国版MUTCD的1954年修订版的修改版。澳大利亚采用的版本与美国版本的不同之处在于，它使用红色的“give way”标志而不是黄色的“yield”标志，使用“no entry”而不是“do not enter”，圆形人行横道标志（早期遗留下来的），采用英国的一些道路标牌设计，并使用英国的英制单位系统（英里和码），而不是习惯的单位美国的单位系统（英里和英尺）。
1974年，澳大利亚的道路标志设计实践发生了重要变化。受维也纳路标和信号公约启发，澳大利亚倾向于在标志上采用符号代替文字，并采用公里和米代替英里和码。这一变化与澳大利亚大规模采用公制相一致。澳大利亚以红色圆圈作为图例的限速标志的数量大于包含图例“SPEED LIMIT”的数量。 澳大利亚车辆上的车速表不是必需的，但鼓励更改或更换车速表部件，以便以公里/小时显示。 除桥梁净空和洪水深度标志外，未使用双重标记。
为了避免混淆所显示的距离是以英里还是公里为单位，新的主要距离标志上贴有一个临时的黄色牌，显示符号公里。 在小路上的许多新的公里标志上，在现在永久的公里距离指示下贴有一个显示相应里程数的黄色铭牌。 这些临时标志在1975年至1976年间被拆除。
自1974年以来，澳大利亚一直保留基于文本的低间隙警告标志，而世界上大多数国家现在都使用符号版本。如果对澳大利亚道路标志进行进一步研究，基于文本的低间隙标志将在2030年代之前消失。

## 监管标志
监管标志告知驾驶员交通法规和禁止的行为。道路使用者必须遵守禁止标志上的所有指示，否则将面临罚款并被从驾照中扣分的风险。地方议会可能对停车时间有当地限制，这些限制将显示在标志上或标志附近。

R1-1：停
R1-2：让
R1-3：在环岛让路
R1-4：当交通信号灯熄灭或闪烁时停车（用于新南威尔士州）
R1-V6：给动物让行
R2-2：单向（左）
R2-2：单向（右）
R2-3：靠左行驶
R2-3：靠右行驶
R2-4：禁止进入（不包括澳大利亚首都领地、新南威尔士州和北领地）
R2-4：禁止进入（用于澳大利亚首都领地、新南威尔士州、昆士兰州和北领地）
R2-5：禁止掉头（不包括澳大利亚首都领地、新南威尔士州和北领地）
R2-5：禁止掉头（用于澳大利亚首都领地、新南威尔士州、昆士兰州、维多利亚州和北领地）
R2-6：禁止左转（不包括澳大利亚首都领地、新南威尔士州和北领地）
R2-6：禁止左转（用于澳大利亚首都领地、新南威尔士州、昆士兰州和北领地）
R2-6：禁止右转（不包括澳大利亚首都领地、新南威尔士州和北领地）
R2-6：禁止右转（用于澳大利亚首都领地、新南威尔士州、昆士兰州和北领地）
R2-7：禁止转弯（仅直行）
R2-9：左车道必须左转
R2-9：右车道必须右转
R2-10：给行人让行
R2-11：双向通道
R2-14：仅左转
R2-14：仅右转
R2-15：允许掉头
R2-16：随时小心左转
R2-17：单向（前）
R2-19：左车道必须出口
R2-20：红灯时停车后允许左转
R2-21：仅从左车道右转
R2-21：前方从左车道右转（用于维多利亚州和昆士兰州黄金海岸）
R2-22：自行车禁止两段式转弯
R2-Q02：通过交通靠左行驶
R2-V115：掉头车辆必须让行（用于维多利亚州）
R2-V122：在岛屿处靠左行驶（用于维多利亚州）